# Massagris mirifica
Massagris mirifica là một loài nhện trong họ Salticidae.
Loài này thuộc chi Massagris. Massagris mirifica được Elizabeth Maria Gifford Peckham & George William Peckham miêu tả năm 1903.